# Kunewalder Zsigmond
Kunewalder Zsigmond (Buda, 1818 – Budapest, 1900. október 12.) orvosdoktor, pesti származású; gyakorlóorvos Budapesten.

## Élete
1848 őszén felvételt nyert a honvédorvosi karba. 1848. október 16-án kinevezték a 38. honvédzászlóaljhoz főorvosnak, századosi rangban, s a délvidéki frontra küldték. Vécsey Károly törzsének ezredorvosa lett, majd 1848 novemberében az aradi 2. számú tábori kórházhoz került sebész főorvosnak. A kórház parancsnoka 1849. április 11-én külön igazolást adott "sebészi ügyességéről", midőn előléptetéséhez szakmai szakmai ajánlás mellékelése kötelező volt. Kunewalder egész idő alatt a Délvidéken szolgált, először parancsnoka volt az Újaradra telepített 8. sz. tábori kórháznak, s a verseci, a tomasováci és a bánáti ütközetben is részt vett. 1849. május 21-én törzsorvossá léptették elő, s átkerült Bem József tábornok törzséhez. Július végig tartózkodott Temesváron, az ott vívott ütközetben is harcolt. Miután a csata elveszett, menekülni kényszerült. Pestre visszatérni nem tudván, a fogságot pedig elkerülendő, átkelt a Dunán a szétszóródott honvéd csapatokkal együtt, s Törökországba ment. A török hadseregbe belépni nem akart, sem pedig emigrálni. A bécsi kormány nem kérte kiadatását, így 1849 októberében Itálián keresztül Bécsbe utazott, ahol 1850 őszétől élt. Itt magánorvosi gyakorlatot végzett, s Szabó Alajossal, egykori évfolyamtársával is itt találkozott. 1861-ben visszatért Pestre, ahol az erzsébetvárosi zsidó közösség orvosa lett. A Dohány utca 7. szám alatt lakott és ugyanott volt rendelője is, egészen haláláig. 1892-ben díszoklevelet nyert a pesti orvosi kartól. Tagja és egyben szervezője is volt a fővárosi és az országos honvédegyletnek. Elhunyt Budapesten, 1900. október 12-én, életének 84-ik évében. Örök nyugalomra helyezték 1900. október 14-én vasárnap délelőtt a kerepesi izraelita temetőben.

## Munkája
- Dissertatio inaug. medico-practica sistens observata in clinico-medico pro medicis regiae scientiarum universitatis Hungaricae mense Januario 1841 collecta. Pestini, 1842.